# 匈牙利福林
福林（匈牙利語：forint）是匈牙利貨幣，縮寫Ft。福林分硬幣和紙幣兩種，硬幣有八個面值，分別是1、2（兩者均於2008年3月停止流通）、5、10、20、50、100、200（於2009年1月推出）；紙幣有七個面值，分別是200（於2010年開始被硬幣取代）、500、1000、2000、5000、10000、20000。匈牙利于1946年8月实行币值改革，以新币福林代替旧币帕戈。福林的名稱來自於意大利城市佛罗伦萨的金币弗罗林。1福林=100菲勒。取消1、2福林硬幣後，商品價格並未因此而有所調整，所以將會向上或向下取至最近的5福林。
作为欧盟成员国，匈牙利有最终改用欧元取代福林的长期计划，但尚无明确时间表。

## 流通中的貨幣

### 硬幣
- 5 福林
- 10 福林
- 20 福林
- 50 福林
- 100 福林
- 200 福林

### 紙幣
- 200 福林
  - 正面：查理一世
  - 背面：迪欧斯捷尔城堡
- 500 福林
  - 正面：拉科齊·費倫茨二世
  - 背面：沙羅什保陶克城堡
- 1000 福林
  - 正面：马加什一世
  - 背面：維謝格拉德城堡的大力神噴泉
- 2000 福林
  - 正面：拜特伦·加博尔

匈牙利当前流通的紙幣系列。

  - 背面：維克托·馬德華斯的畫作《拜特伦·加博尔与科学家》
- 5000 福林
  - 正面：塞切尼·伊什特万
  - 背面：塞切尼豪宅
- 10000 福林
  - 正面：伊什特万一世
  - 背面：埃斯泰尔戈姆风光
- 20000 福林
  - 正面：戴阿克·费伦茨
  - 背面：佩斯旧众议院

## 外部連結
- 匈牙利硬币 (目錄和畫廊) （页面存档备份，存于）